# Kościół San Michele in Isola
Kościół San Michele in Isola (kościół św. Michała na Wyspie) – rzymskokatolicki kościół w Wenecji, na wyspie San Michele, dedykowany św. Michałowi Archaniołowi. Administracyjnie należy do Patriarchatu Wenecji.
Jest pierwszym kościołem zaprojektowanym przez Maura Codussiego w Wenecji i zarazem pierwszym kościołem renesansowym w tym mieście.

## Historia

### Pierwotny kościół
Pierwotny kościół został założony w X wieku i poświęcony Archaniołowi Michałowi. Zbudowano też klasztor, w którym w latach 1212–1818 mieszkali kameduli. Wśród nich był brat Capellari, który później został papieżem (jako Grzegorz XVI), oraz znany kartograf Fra Mauro, którego imieniem nazwano jeden z kraterów na Księżycu. Kościół ten został rozbudowany i konsekrowany w 1221 roku.

### Obecny kościół

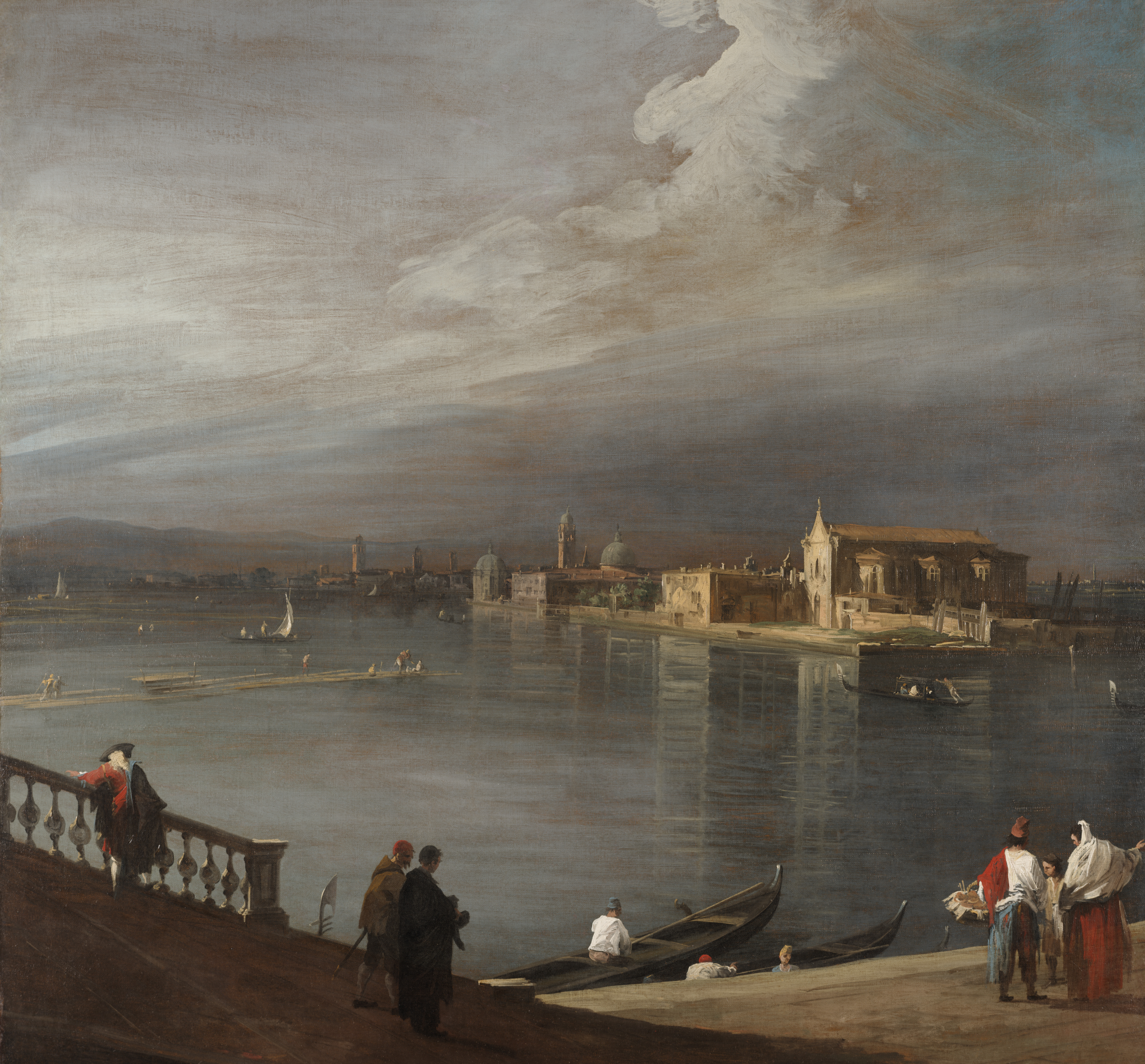
Canaletto, Widok na San Cristoforo, San Michele i Murano z Fondamenta Nuove w Wenecji, 1722–1723, Dallas Museum of Art

W 1436 roku rozpoczęto budowę niewielkiego klasztoru. Dwadzieścia lat później zbudowano kampanilę. Z około 1436 roku pochodzi posąg Michała Archanioła, ukazanego w momencie przebijania smoka, dzieło gotyckiego mistrza, prawdopodobnie pochodzenia toskańskiego. W latach 1469–1478 kościół został przebudowany w obecnym kształcie przez Maura Codussiego, który wcześniej pracował dla kamedułów w Rawennie. Był to jego pierwszy obiekt w Wenecji i zarazem pierwszy wenecki kościół w stylu renesansowym. Projekt fasady i wykorzystanie istryjskiego kamienia wywarły bardzo duży wpływ na wenecką architekturę sakralną. Sześciokątna Cappella Emiliana na lewo od fasady została ufundowana z woli Margherity Vitturi, wdowy po Giovannim Emilianim. W 1527 roku Guglielmo dei Grigi zaprezentował model kaplicy, a prace budowlane  rozpoczęły się w roku następnym. W 1529 roku Giovambattista da Carona otrzymał zlecenie na wykonanie grup rzeźbiarskich do trzech ołtarzy we wnętrzu oraz posągów św. Jana Chrzciciela i św. Małgorzaty dla upamiętnienia Giovanniego Battisty Emiliani i Margherity Vitturi. Sześć eliptycznych okien wykonano w 1533 roku z witrażami Giovambattisty, przeora Ospedale dei Battuti na Murano. W 1539 roku Giovanni Antonio da Carona otrzymał zlecenie na budowę ołtarzy, a sam Guglielmo dei Grigi ukończył dekorację kaplicy kładąc w 1540 roku marmurową posadzkę. Prace ostatecznie zakończyły się w 1543 roku. Kaplica została odrestaurowana w latach 1560–1562 przez Jacopa Sansovina. 

### XIX wiek
W 1807 roku Napoleon wybrał sąsiednią wyspę San Christoforo della Pace pod cmentarz miejski. W 1810 roku kanał, który dzielił wyspy San Michele i San Cristoforo, został zasypany w celu rozbudowy cmentarza na wyspę San Michele. W latach 1819–1822 w klasztorze przetrzymywano więźniów politycznych. W 1819 roku klasztor przeszedł w ręce reformatów.

### XXI wiek
W dniach od 12 maja do 2 września 2012 roku z okazji 800. rocznicy przybycia kamedułów do Wenecji Museo Correr, Museo Archeologico Nazionale oraz Sale Monumentali della Biblioteca Nazionale Marciana zorganizowały i zaprezentowały okolicznościową wystawę „San Michele in Isola. Isola della conoscenza. Ottocento anni di storia e cultura camaldolesi nella laguna di Venezia”, poświęconą temu wydarzeniu.

## Architektura

### Fasada
Trzyczęściowa fasada została wzniesiona z białego kamienia istryjskiego. Część środkową wieńczy półokrągły tympanon, poniżej którego znajduje się centralne, okrągłe okno. Części boczne fasady, oddzielone od środkowej lizenami. zostały przeprute monoforiami. W przyziemiu znajduje się portal, zwieńczony tympanonem z XV-wiecznym posągiem Madonny z Dzieciątkiem na szczycie. Gotyckie drzwi na prawo od fasady prowadzą do XV-wiecznego klasztoru.

### Kaplica Emiliani
Po lewej stronie fasady znajduje się kaplica Emiliani (cappella Emiliani). Wzniesiona na planie sześciokąta, jest zwieńczona półkolistą kopułą. Jej najbardziej charakterystyczną cechą jest złożoność: składa się ona z dwóch półkulistych kopuł, połączonych centralnym filarem. Kopuła wewnętrzna jest zbudowana z cegieł, a zewnętrzna – z bloków z kamienia istryjskiego, układanych w poziomie. Kamienny filar środkowy jest połączony z kopułą zewnętrzną za pomocą żelaznych drągów.
Okrągłe wnętrze, rozczłonkowane jest kolumnami korynckimi. Ściany pomiędzy nimi są udekorowane polichromowanym marmurem. Na trzech ołtarzach znajdują się marmurowe rzeźby: Zwiastowanie Pańskie, Pokłon pasterzy i Objawienie Pańskie, wszystkie dłuta Giovanniego Antonia da Corona.

### Kampanila

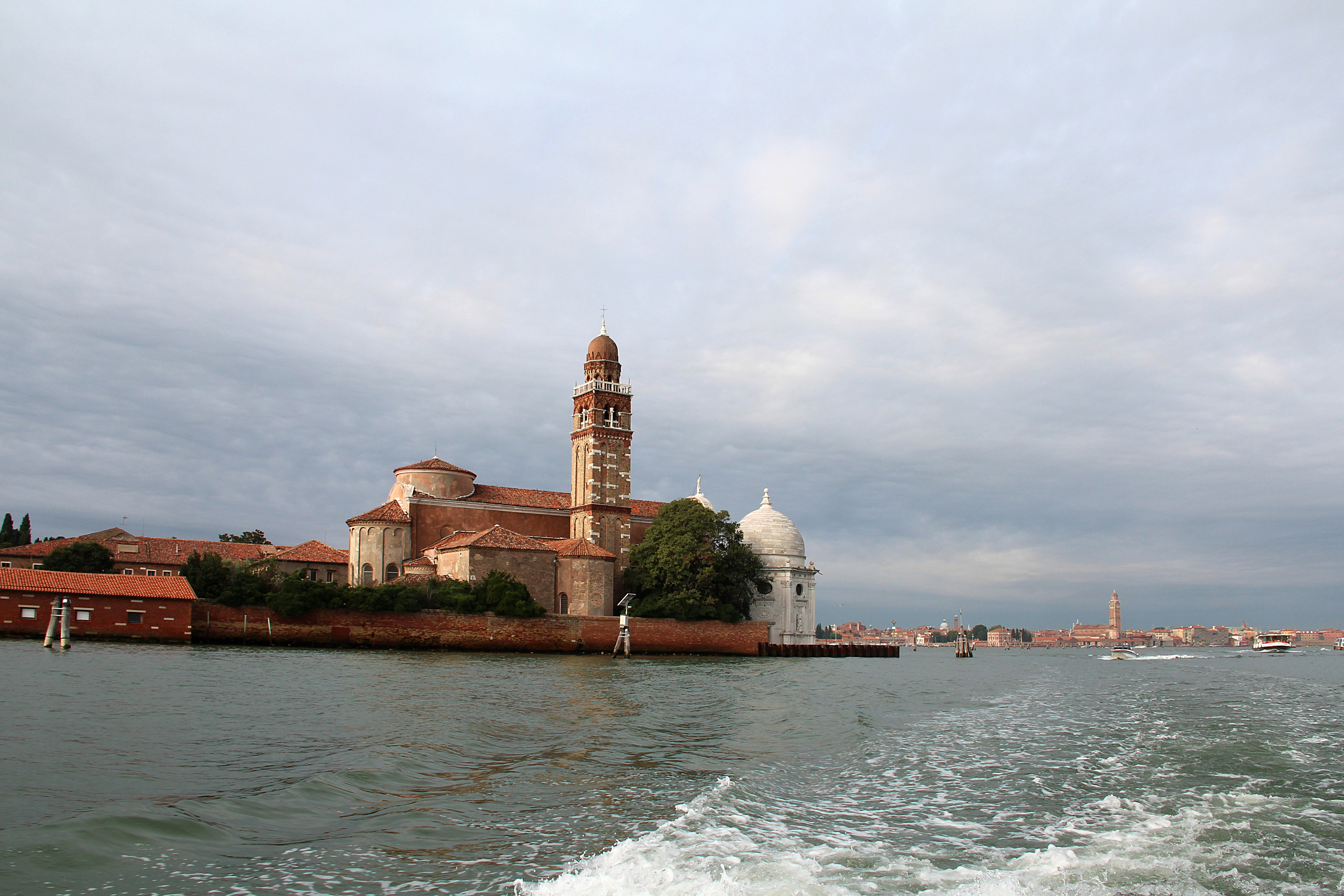
Campanile i północna strona kościoła San Michele in Isola widziana z laguny weneckiej.

XV-wieczna kampanila, zwieńczona kopułą, jest pokryta ornamentami z terakoty. Ma 40 m wysokości i zestaw dzwonów uruchamianych elektromechanicznie.

## Wnętrze
Wnętrze jest trzynawowe, przykryte płaskim stropem kasetonowym (podobnie jak florencka bazylika San Lorenzo Filippa Brunelleschiego). Prezbiterium, oddzielone od naw łukiem triumfalnym, jest przykryte kopułą, wspartą na pendentywach i zakończone półkolistą apsydą. Barokowy ołtarz z 1686 roku zdobią posągi Św. Michał Archanioł, Św. Romuald i Św. Benedykt, przypisywane Paolowi Callalowi.
Codussi przypuszczalnie zaprojektował barco, wsparty na arkadach chór klasztorny, który przecina w poprzek kościół. Pod barco stoją dwa posągi, Św. Małgorzata dłuta Melchiora Barthela oraz Św. Hieronim dłuta Josse de Corte. Nad wejściem do kościoła znajduje się pomnik doży Giovanniego Dolfina z dekoracją rzeźbiarską (posągi Wiary i Roztropności oraz popiersie zmarłego) przypisywaną Pietrowi Berniniemu. Na posadzce przed portalem zwraca uwagę kamień nagrobny brata Paola Sarpiego. Na ścianach widnieją: Adoracja złotego cielca Gregoria Lazzariniego, Poskramianie węży Antonia Zanchiego oraz drewniana, przypuszczalnie XVI-wieczna, rzeźba Chrystus pomiędzy Maryją a św. Janem. W nawach są tablice i kamienie nagrobne z XV i XVI wieku. W lewej nawie znajduje się renesansowa kaplica Santa Croce z początku XVI wieku. Jej wyposażenie stanowi barokowy ołtarz z tabernakulum. W kaplicy są drzwi, za którymi znajduje się wejście na chór klasztorny, zaś z jej westybulu prowadzi korytarz do kaplicy Emiliani.

### Zakrystia
W zakrystii znajdują się barokowe meble z 1698 roku. Sufit pokrywają XVIII-wieczne freski Romualda Mauri.
. 

## Uwaga
1. ↑  Lub 1468 (Concina).
2. ↑  Lub 1477 (Concina).